# Žabljek
Žabljek je naselje v Občini Slovenska Bistrica. Spada pod krajevno skupnost Laporje.